# Rouge des prés
La Rouge des prés est une race bovine française anciennement appelée Maine-Anjou.

## Origine
Elle est originaire de l'ouest de la France (Anjou et Maine), et plus précisément du Domaine des Rues à Chenillé-Changé, en Maine-et-Loire, propriété de la Maison de Rougé. Cette race a été constituée par Olivier de Rougé à partir de 1830 par croisement d'une race locale rustique, la Mancelle, avec des taureaux de race Durham d'origine britannique, recherchés pour leur précocité et leurs qualités bouchères. La création du livre généalogique date de 1909. 
90 % des animaux rouge des prés sont en région Pays de la Loire, ainsi que dans diverses régions, notamment Normandie, Poitou-Charentes, Nord-Pas-de-Calais. Cela veut dire que le lien au terroir est important : en effet le berceau historique possède des caractéristiques propres comme un déficit hydrique qui entraine une fin de pousse précoce et des sols se ressuyant vite. Ces particularités permettent à la Rouge des prés d'exprimer tout son potentiel génétique en ce qui concerne sa rusticité. Le cheptel comprend environ 70 000 vaches dans le monde. Elle a également été exportée dans divers pays : États-Unis, Canada, Australie, Russie…

## Morphologie

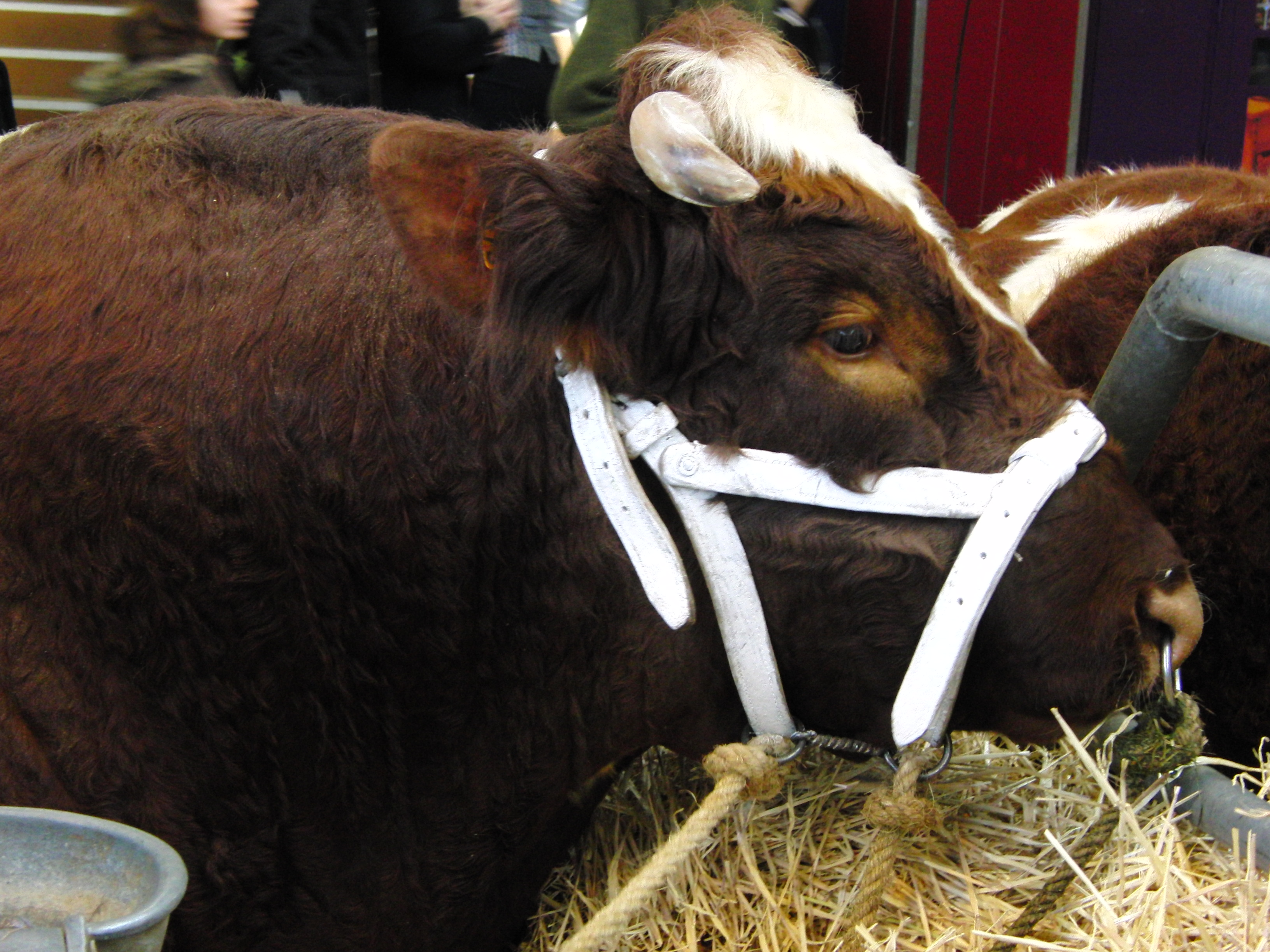
Taureau Rouge des prés au Salon international de l'agriculture en 2012 à Paris.

La robe est pie rouge foncé, avec souvent une tache  blanche sur le front et les pattes blanches. Les muqueuses sont claires. Les cornes sont disposées en croissant large dirigé vers l'avant. 
C'est un bovin de grand format. C'est une des races les plus longilignes, la femelle a une hauteur au garrot de 1,40 à 1,45 m et un poids moyen de 750 à 850 kg. Le mâle fait 1,70 m au garrot et peut peser jusqu'à 1 700 kg pour les plus lourds. Cette race détient le record mondial avec le taureau Fêtard qui appartient à M. Frédéric Jaffré et qui affichait 1 950 kg sur la balance lors du Salon de l'agriculture 2016, l'ancien record datait de 1988 et appartenait à Royal (1922 kg) un autre Rouge des Prés appartenant également aux Jaffré.
Elle reste toutefois une race ayant un poids en os important ce qui explique des carcasses lourdes avec un rendement de  viande plus faible que les autres races. Le rendement viande s'apparente à celui de la race charolaise qui reste toutefois plus charnue.
Les sujets lourds présentent souvent des problèmes de motricité, leur poids devenant trop important pour leur squelette et ceux qui possèdent le gène culard présentent des problèmes cardiaques importants. Il en est de même pour toutes les races lourdes.

## Aptitudes

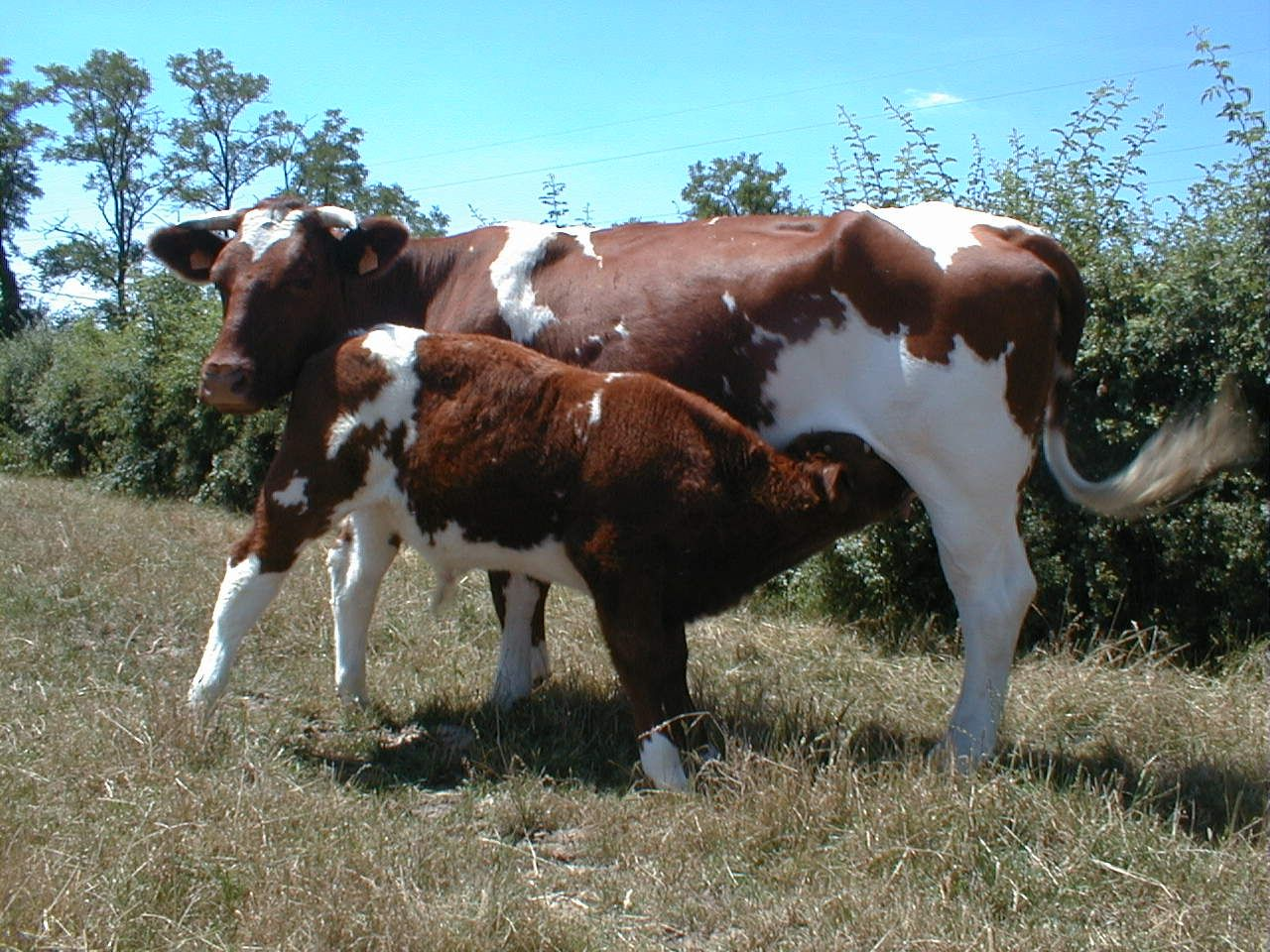
Vache allaitante

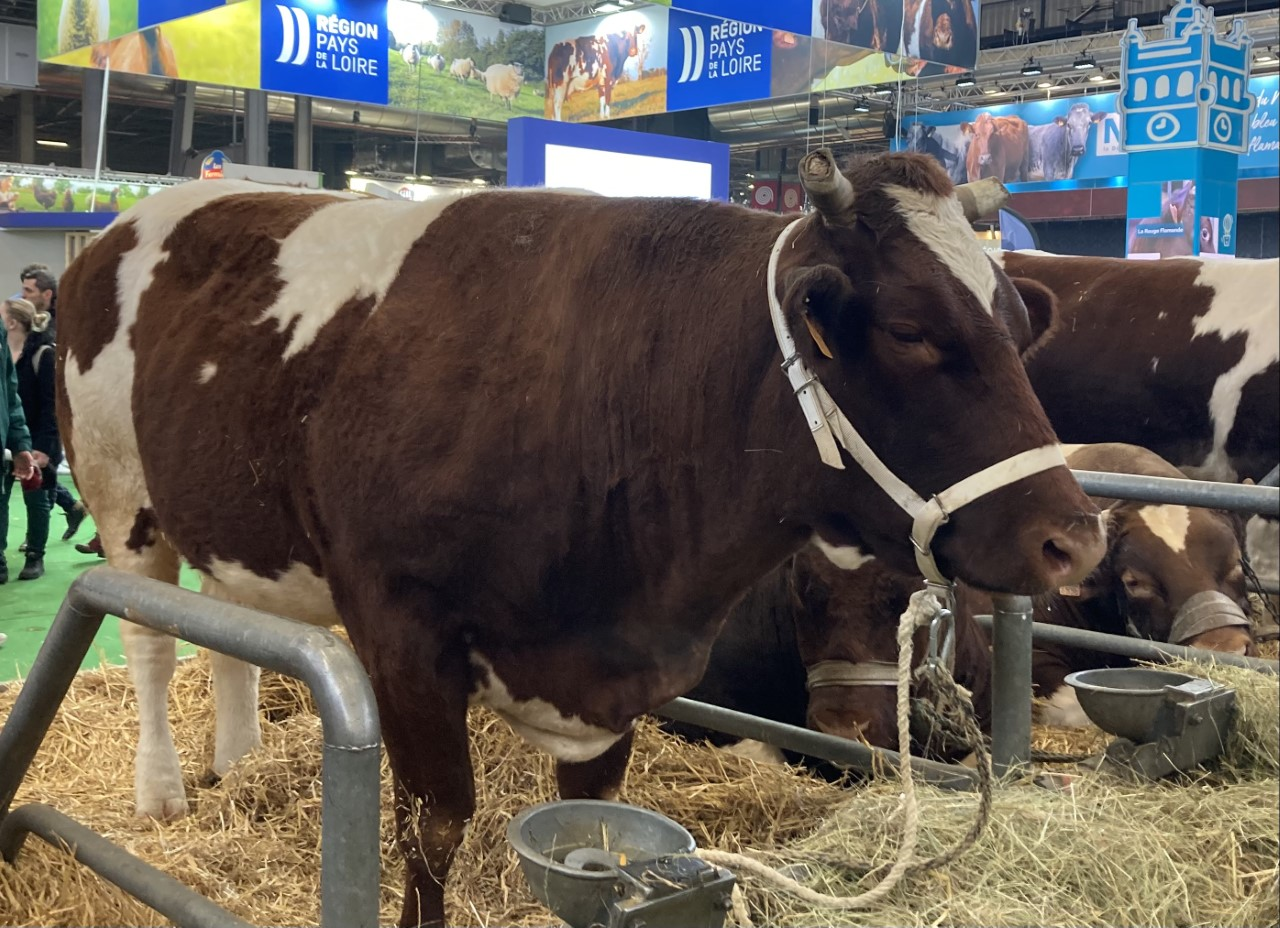
Vache rouge des prés.

C'est une race robuste, d'une bonne longévité, prolifique avec une relativement forte proportion de naissances gémellaires (6 %). Auparavant sélectionnée pour sa double aptitude viande et lait, elle est désormais orientée vers la production de viande (vache allaitante). Autre particularité : sont commercialisées sous l'appellation d'origine uniquement les vaches ayant vêlé dans une zone bien déterminée.
Elle est extrêmement docile ce qui fait d'elle un attrait et un attachement particulier pour les éleveurs de cette race.
La qualité de sa viande avec une maturité plus importante lui confère plus de goût. Elle est très appréciée pour la qualité de sa viande persillée : « sa couleur rouge soutenue, sa tendreté à la coupe et à l'attaque en bouche, sa jutosité élevée en fin de bouche et stable au fur et à mesure de la mastication ainsi que l'intensité et la persistance des saveurs »  (extrait de la commission d'enquête INAO). Ce produit agricole a obtenu une protection de l'appellation Maine-Anjou grâce à une AOC ce qui a motivé le changement de nom de la race en « Rouge des prés », l'appellation pour une viande ne pouvant prendre le nom d'une race animale.
À moyen terme, la survie de la race n'étant pas assurée, la Maine-Anjou est recensée dans la base de données de l'Arche du goût.